# Дарт Нихилус
„Ви сте тама у којој сав живот умире, мој господару.“ — Визас Мар
„Нико не може да има толику моћ а да и даље опажа универзум као што ми то чинимо.“ — Креја
Дарт Нихилус (Darth Nihilus) је озлоглашени мрачни господар Сита из измишљеног проширеног универзума Звезданих ратова одн. из видео-игре  (Звездани ратови: Витезови Старе Републике II: Господари Сита). У питању је мутна фигура са црвено-белом маском обучена у црни плашт, како је и приказана на омоту игре.
Сви господари Сита су, кроз историју, користили Силу за сопствену корист. Каналисана кроз њих и појачана бесом, Сила би се демонстрирала на најмрачније могуће начине. Али, нико није обликовао Силу према својој вољи као Дарт Нихилус.

## Историја
Током рата Мандалоријана, Република је искористила Генератор сенке (Mass Shadow Generator), оружје које је уништило скоро све на планети Малахор V, осим неколико преживелих. Један од њих био је и Дарт Нихилус. Међутим, Генератор сенке је сву његову патњу претварала у физичку бол. Једино што би накратко прекинуло ту бол је „гутање“ Силе из других.
Одбијајући да умре, Дарт Нихилус је „гутао“ Силу из свега и свакога што она дотиче. У једном тренутку, он је абсорбирало толико Силе да је изгубио физички изглед, те да би био видљив, узео је плашт и маску. Једино што је одржавало његово тело да се не распадне у прах је била Сила. Како је време пролазило, Нихилусу је требало све више и више Силе да би се одржао у животу. Ње је лишио читав један свет, Катар, само да би задовољио своје потребе. Са Катара долази и његова ученица, Визас Мар. Припадајући народу Миралука који по природи може да види само кроз Силу, Визас никада није видела смртни облик свог господара, већ само његов мрачни аспект који је црпео живот из Силе. Визас је једна од оних који ће, заједно са Џедајем Изгнаником, допринети коначној смрти Дарт Нихилуса.
Нихилус је био ученик једне од најмоћнијих господарица Сита - Дарт Треје. Трејина намера је била да уништи Силу - она ју је током година замрзела, увиђајући недостатке у оба учења, како џедајском, тако и ситском. Дарт Нихилус није могао да допусти да Треја успе у својој намери, јер би то и њега самог уништило. Удруживши се са њеним другим учеником, Дарт Сионом, Нихилус је прогнао Треју из Трејус академије, места на коме су се састајали и у којем би учили од своје Мрачне господарице.
Својим командним бродом, „Уништитељем“ (Ravager), Дарт Нихилус је путовао галаксијом у потрази за местима и особама у којима је Сила била снажна, да би је из њих црпео. На том броду ће и умрети од руке Џедаја Изгнаника, уз помоћ његове ученице Визас Мар. Његово беживотно тело се, недуго након што га је сасекао Џедај Изгнаник, расуло у прах и нестало. 
Дарт Нихилус је био моћан господар Сита. Његово оружје је била црвена светлосна сабља.

## Порекло имена
Име вероватно потиче од речи нихилизам или само од латинског „nihil“ што значи „ништа“ - доста адекватно за Нихилусов мистериозни лик.